# Elpídio Pereira da Silva Filho
Elpídio Pereira da Silva Filho (nacido el 19 de julio de 1975) es un exfutbolista brasileño que se desempeñaba como delantero.
Jugó para clubes como el Atlético Mineiro, Kashiwa Reysol, Sporting Braga, Boavista, Sporting de Lisboa, Vitória, Derby County, Corinthians Alagoano, Alki Larnaca FC y AEK Larnaca.

## Trayectoria

### Clubes
| Club                    | País          | Año         |
| ----------------------- | ------------- | ----------- |
| Atlético Mineiro        | Brasil        | 1995 - 1997 |
| Kashiwa Reysol          | Japón         | 1997 - 1998 |
| Sporting Braga          | Portugal      | 1998 - 2000 |
| Boavista                | Portugal      | 2000 - 2003 |
| Sporting de Lisboa      | Portugal      | 2003 - 2006 |
| Vitória                 | Portugal      | 2004 - 2005 |
| Derby County            | Inglaterra    | 2006        |
| Corinthians Alagoano    | Brasil        | 2006        |
| Suwon Samsung Bluewings | Corea del Sur | 2007        |
| Alki Larnaca FC         | Chipre        | 2007 - 2008 |
| AEK Larnaca             | Chipre        | 2009        |